# Пониковский, Антоний
Антоний Юзеф Пониковский (пол. Antoni Józef Ponikowski; 29 мая 1878, Седльце, Царство Польское, Российская Империя — 27 декабря 1949, Варшава, Польская Народная Республика) — польский государственный и политический деятель, историк, учёный, премьер-министр в 1918 и 1921—1922 годах.

## Биография
Закончил Варшавский политехнический институт Императора Николая II. С молодых лет был членом Национал-демократической партии. В период работы Регентского совета выполнял функции министра религии и народного просвещения, а с января по апрель 1918 года в течение 36 дней занимал пост премьер-министра. После обретения Польшей полной независимости также принимал участие в работе нескольких правительств, будучи вновь министром религии и народного просвещения, а также главой Министерства науки и искусства. В сентябре 1921 года он вновь стал главой правительства, но не продержался на этом месте и года, уйдя из-за вотума недоверия со стороны Юзефа Пилсудского. На протяжении двух десятилетий Пониковский совмещал политическую и общественную деятельность с наукой. Он занимался организацией школ в стране, в 1921—1922 и 1923—1924 годах был ректором Варшавского политехнического института, где ещё в 1916 году ему было присуждено звание профессора геодезии. До 1925 года был председателем комитета Музея промышленности и агрикультуры. В 1930 был избран в Сейм и оставался его членом до 1935 года, после чего объявил о своем уходе из политики. До конца жизни преподавал на кафедре геодезии Варшавского политехнического института.
Был женат на Каролине Опольской, имел семеро детей.